# Buggenhout Lacrosse
Buggenhout Lacrosse is een lacrosseploeg gesitueerd te Buggenhout. Het bestaat uit een dames- (Buggenhout Bees), heren- (Buggenhout Brewers) en jeugdteam (Buggenhout Bears). In 2019 werd het team gerestyled en spelen alle drie de teams onder de naam Buggenhout Lacrosse met eenzelfde logo. 
De ploeg is aangesloten bij de BLF (Belgische LacrosseFederatie). 
Hun speelterrein is te vinden aan de terreinen rond sporthal De Pit. De thuiswedstrijden vinden ook plaats op het vroegere voetbalveld van Eendracht Buggenhout. 

## Geschiedenis
Buggenhout is opgericht tijdens de zomer van 2010, als vierde lacrosseploeg in België. In 2020 telde de ploeg 65 leden.
De mannenploeg werd in zijn geschiedenis eenmaal kampioen: in seizoen 2019 won deze ploeg de beker van België.
| Jaar | Competitie | Beker |
| ---- | ---------- | ----- |
| 2017 | 4e         | /     |
| 2018 | 5e         | /     |
| 2019 | 4e         | 1e    |
| 2020 | stilgelegd | /     |
| 2021 | stilgelegd | /     |

| jaar | competitie | beker |
| ---- | ---------- | ----- |
| 2017 | 6e         |       |
| 2018 | 6e         |       |
| 2019 | 5e         |       |
| 2020 | stilgelegd | /     |
| 2021 | stilgelegd | /     |